# Trancoso
Trancoso es una ciudad portuguesa perteneciente al distrito de Guarda, región estadística del Centro (NUTS II) y comunidad intermunicipal de Beiras y Sierra de la Estrella (NUTS III), con cerca de 10 000 habitantes.
Es sede de un municipio con 364,54 km² de área y 8413 habitantes (2021), subdividido en veintiún freguesias y que limita al norte con Penedono, al nordeste con Mêda, al este con Pinhel, al sur con Celorico da Beira, a sudoeste con Fornos de Algodres, al oeste con Aguiar da Beira y al noroeste con Sernancelhe.

## Demografía
| Gráfica de evolución demográfica de Trancoso entre 1864 y 2021 |
|                                                                |
| Datos según el nomenclátor publicado por el INE portugués.     |

## Organización territorial
El municipio de Trancoso está formado por veintiún freguesias:
- Aldeia Nova
- Castanheira
- Cogula
- Cótimos
- Fiães
- Freches e Torres
- Granja
- Guilheiro
- Moimentinha
- Moreira de Rei
- Palhais
- Póvoa do Concelho
- Reboleiro
- Rio de Mel
- Tamanhos
- Torre do Terrenho, Sebadelhe da Serra e Terrenho
- Trancoso (São Pedro e Santa Maria) e Souto Maior
- Valdujo
- Vale do Seixo e Vila Garcia
- Vila Franca das Naves e Feital
- Vilares e Carnicães

## Historia
Trancoso se encuentra rodeada de murallas medievales de la época de dinisiana, con un bello castelo y una importante judería. Con sus casas e iglesias constituye uno de los más bellos centros arquitectónicos del país. [cita requerida]

Trancoso
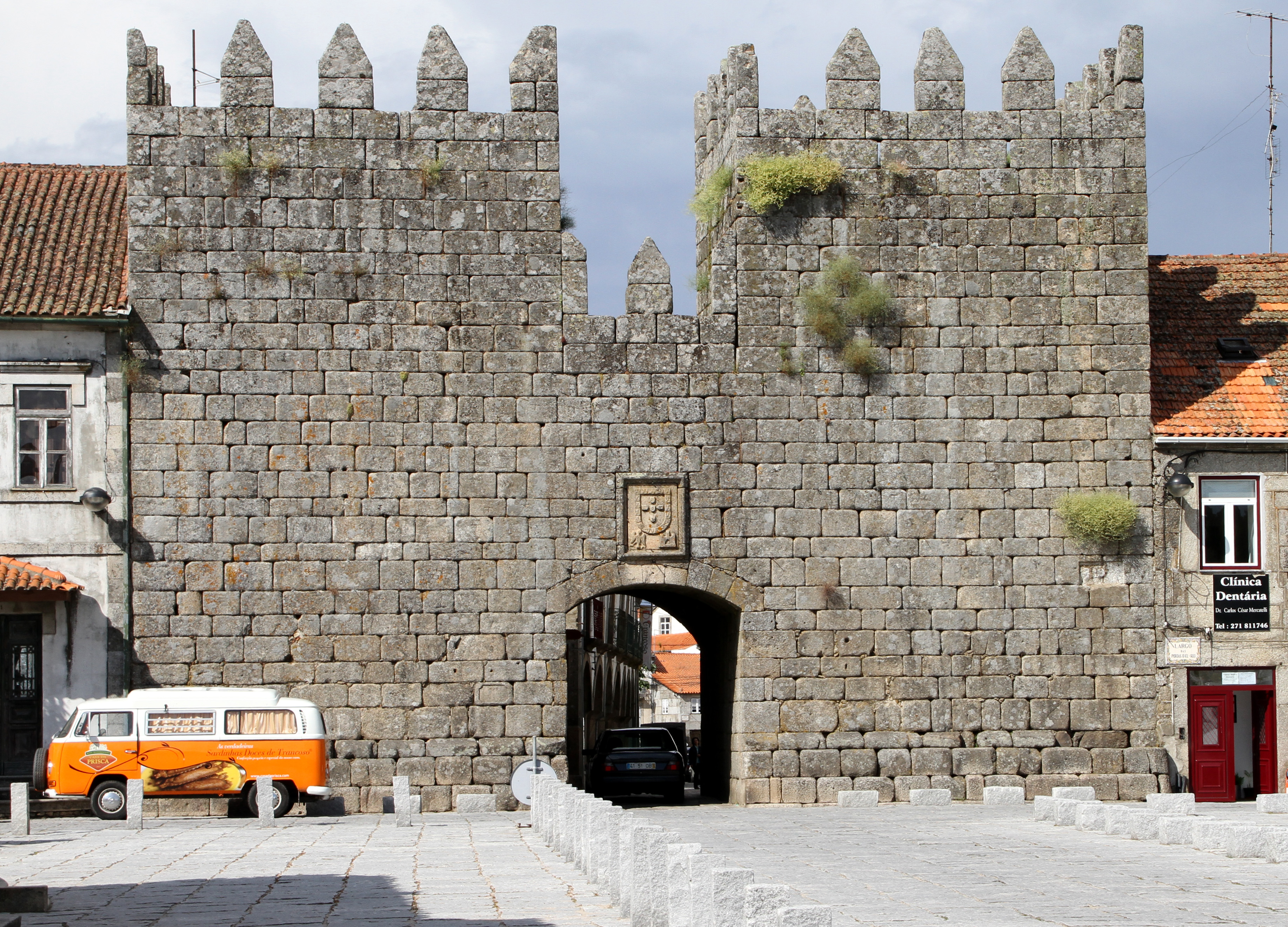
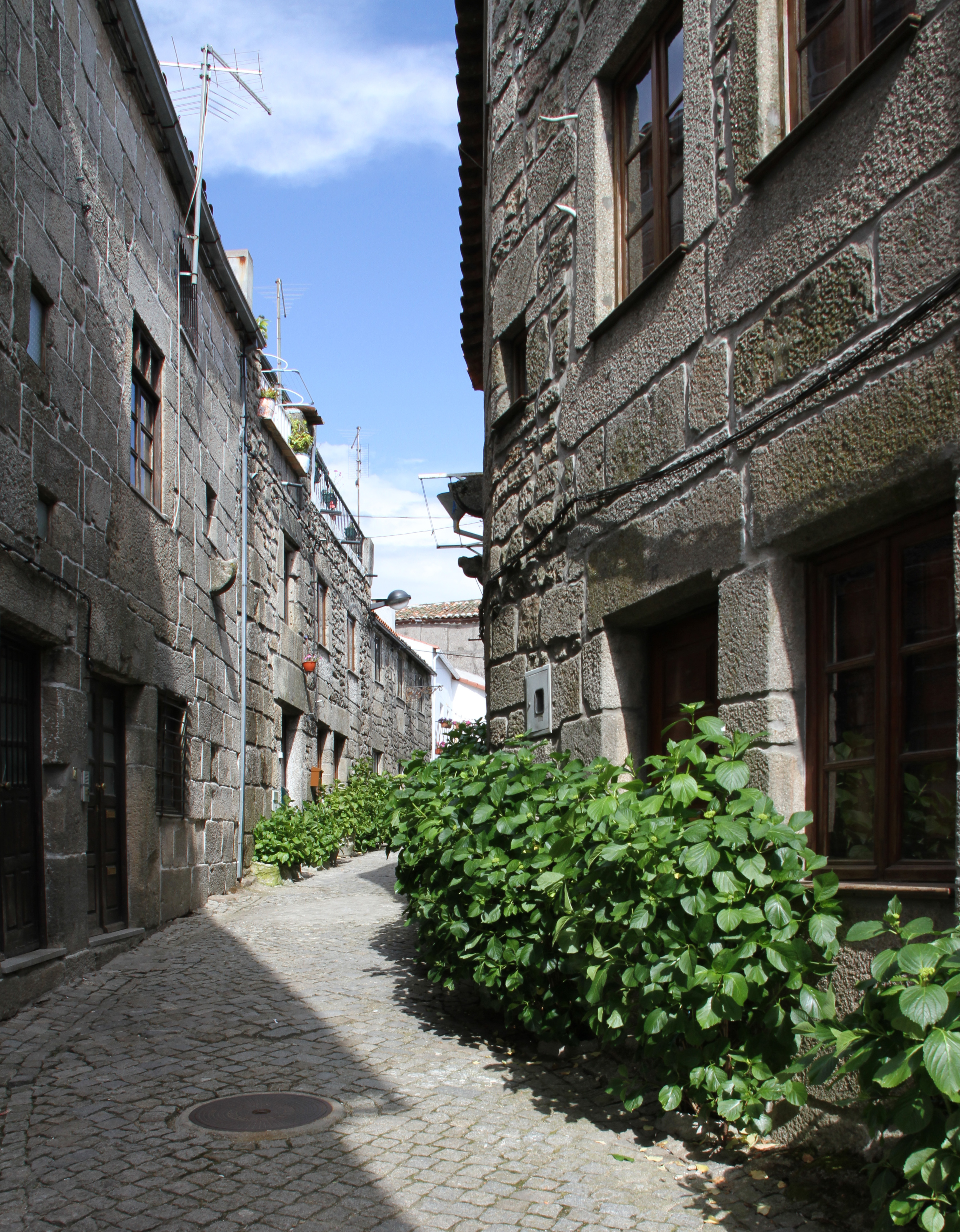
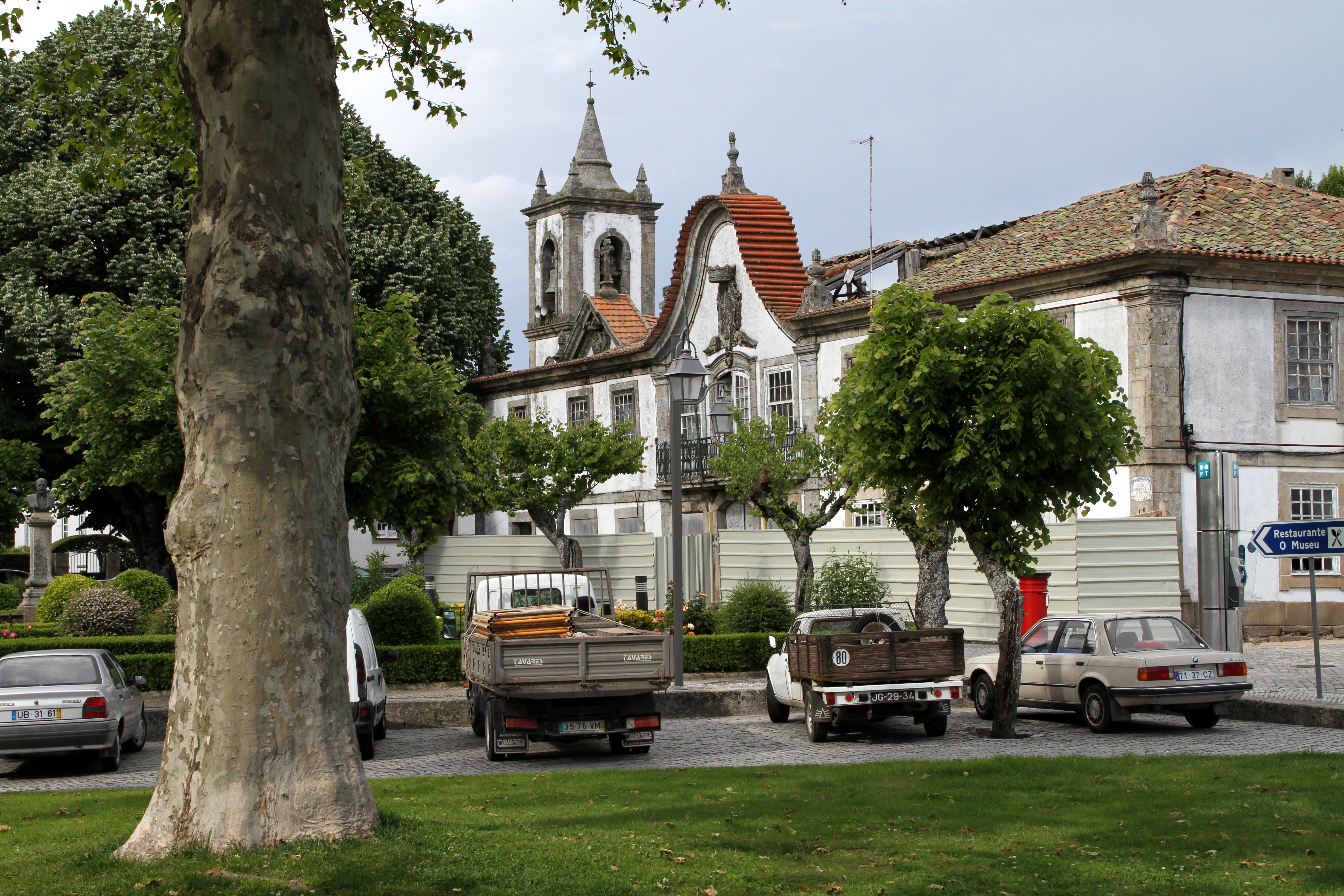
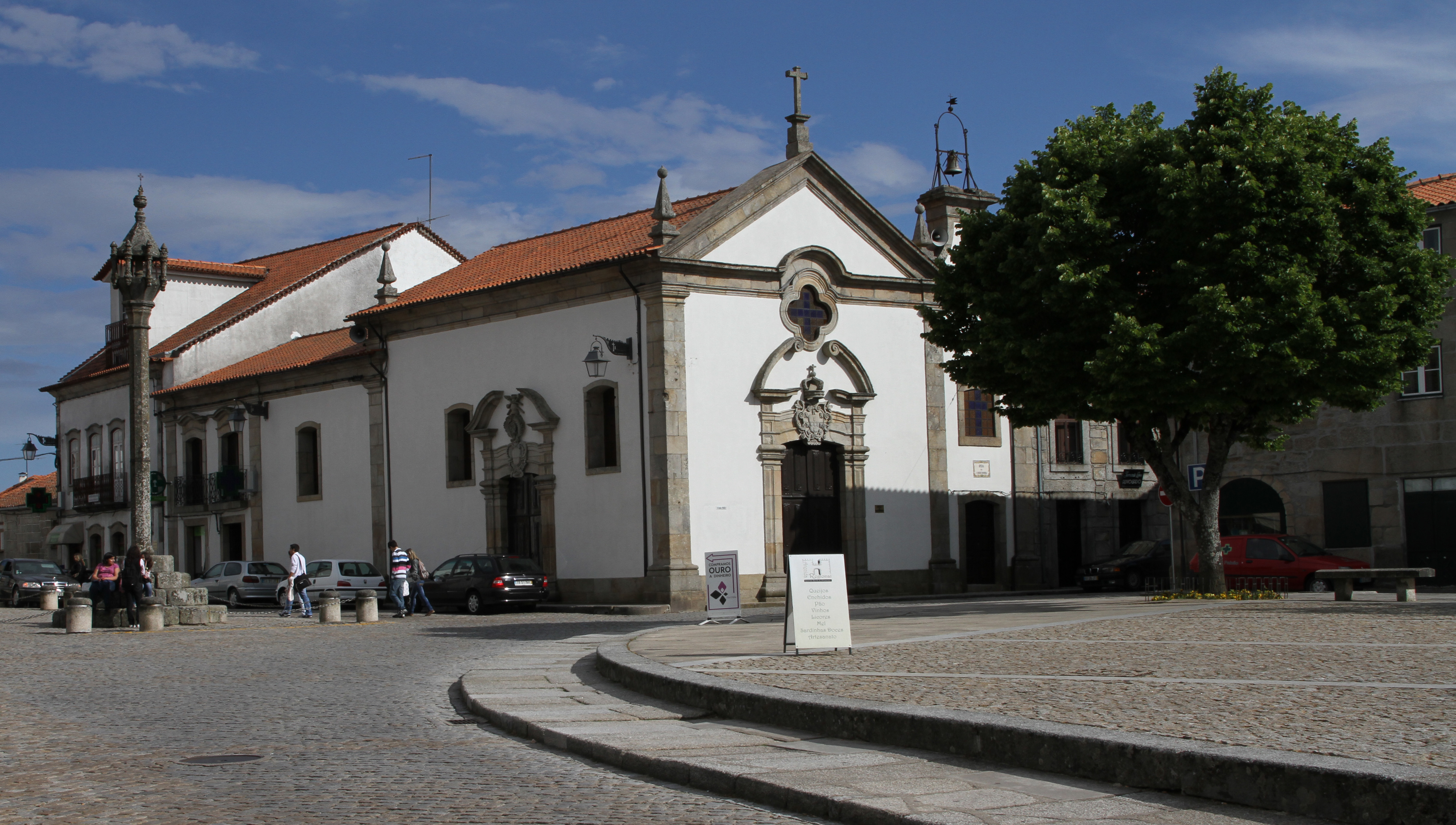
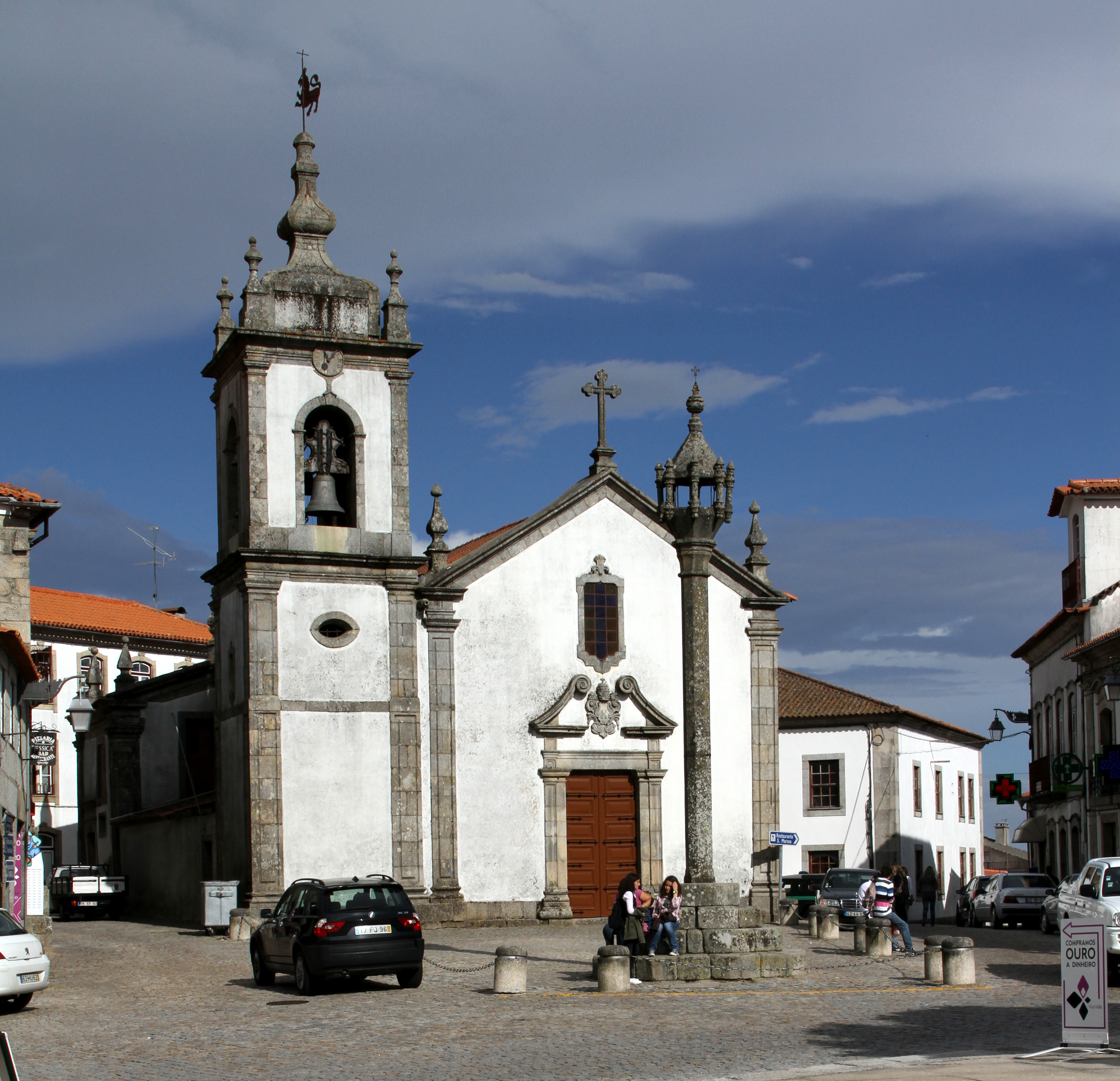
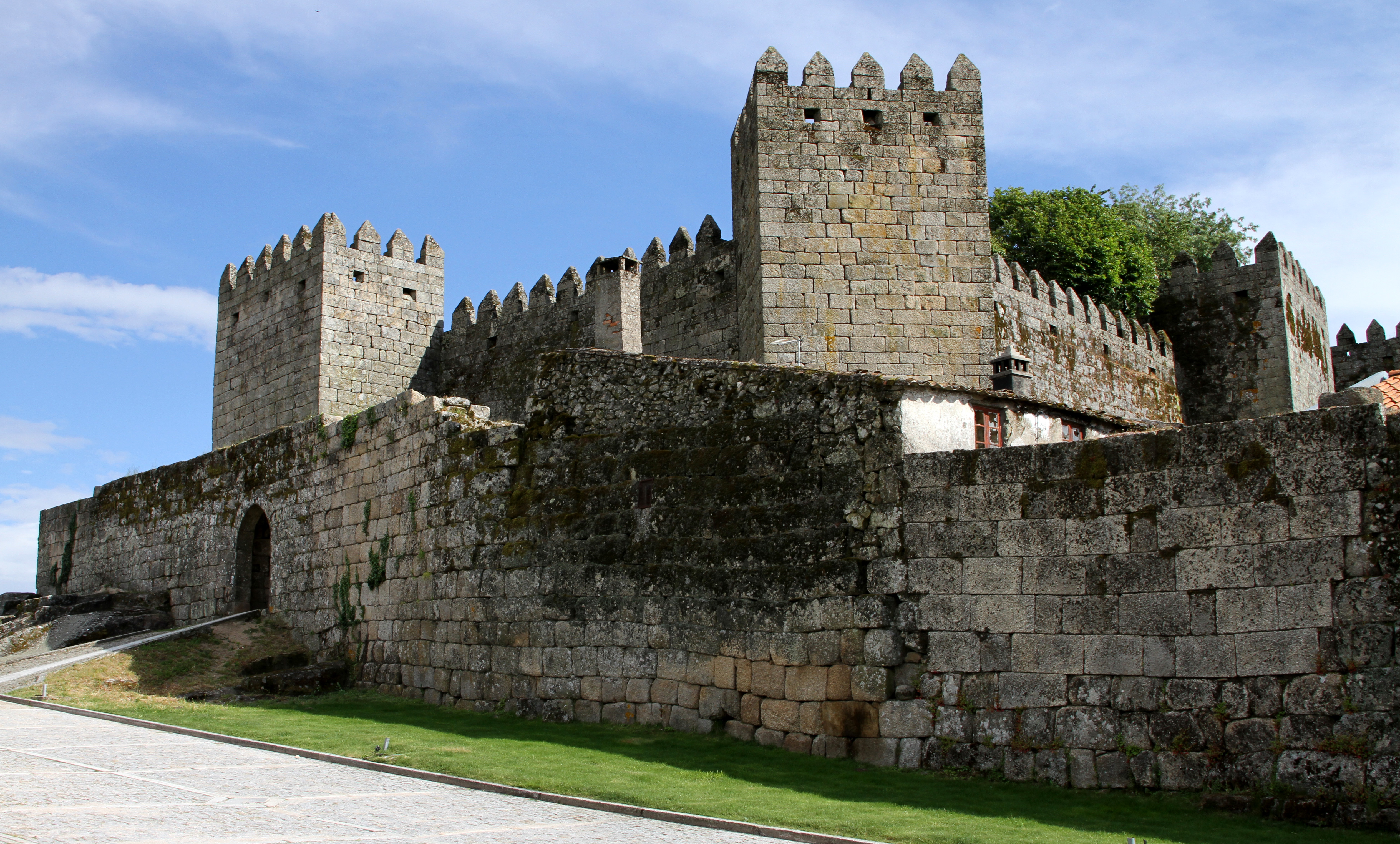
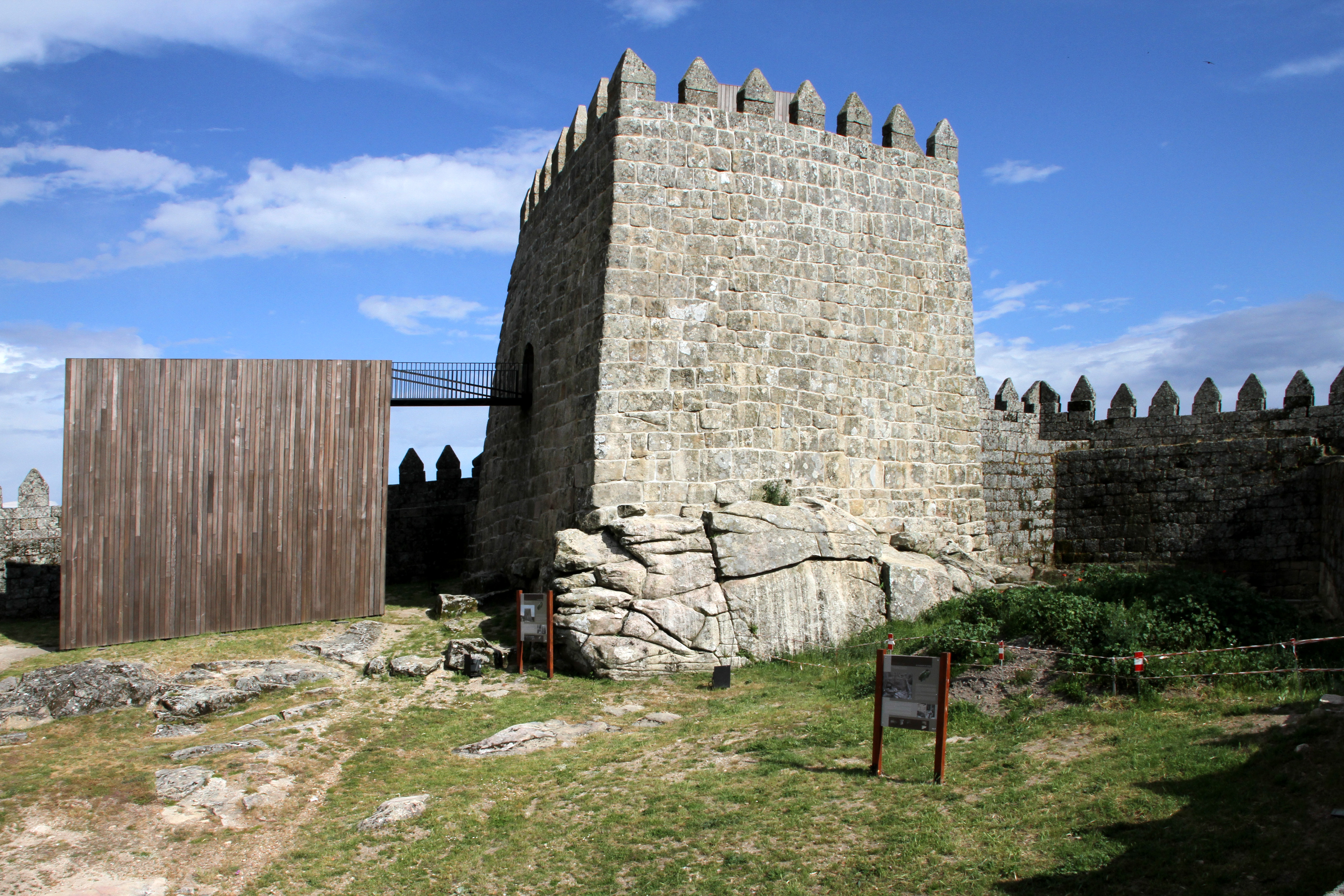
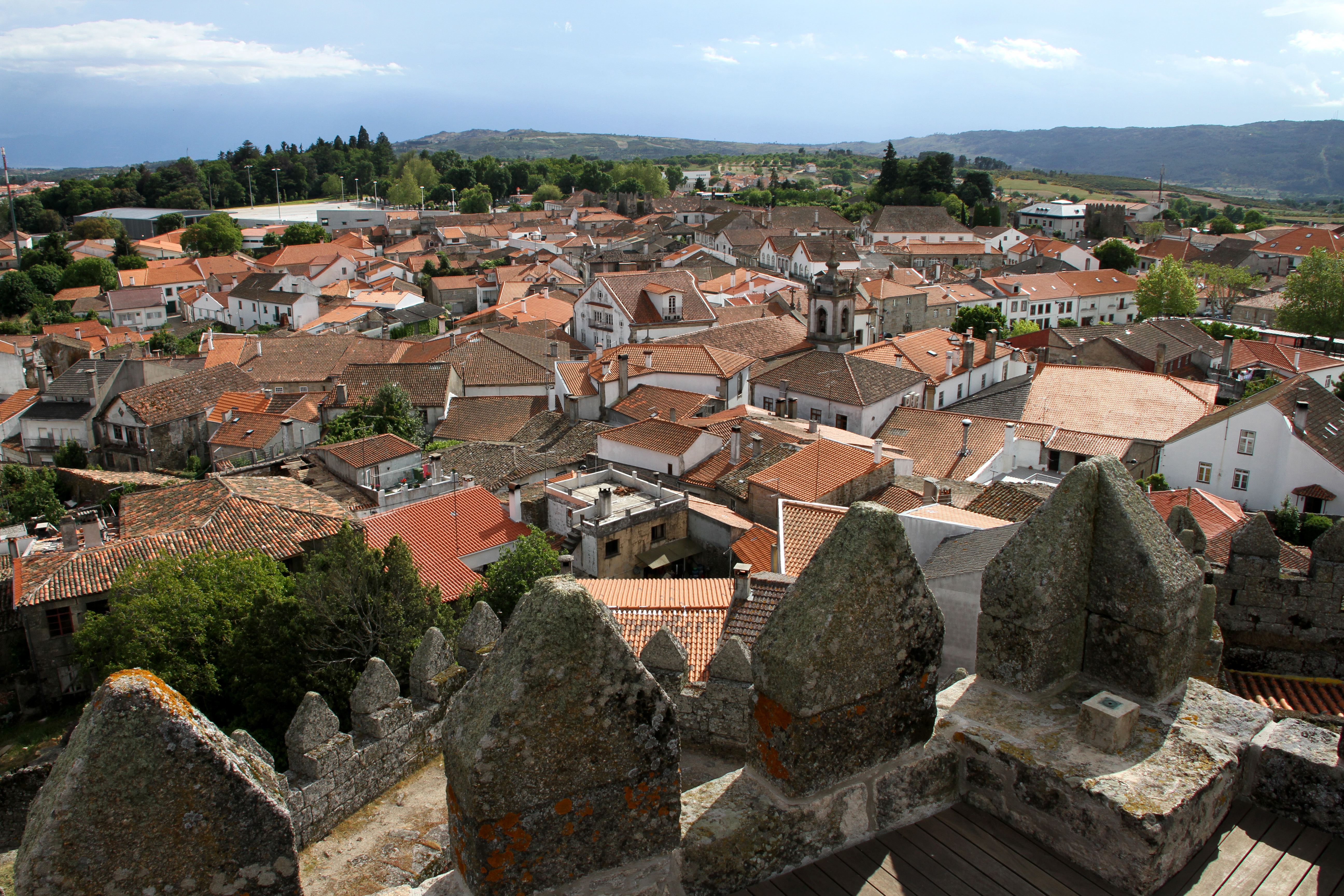